# Túxpam (1941)
El Túxpam fue el tercer buque petrolero mexicano hundido por submarinos alemanes. El hundimiento ocurrió cuando ya estaba involucrado México en la Segunda Guerra Mundial.

## Nombres anteriores
Fue construido en Hamburgo y botado en noviembre de 1903 bajo el nombre de Prometheus para la compañía alemana Deutsch-Amerikanische Petroleum GmbH. Fue vendido a la Standard Oil Co. y cambió de nombre a Cushing. En septiembre de 1918, debido a la Primera Guerra Mundial, el buque fue requisado por la Armada de los Estados Unidos y navegó con el nombre de USS Chinampa (ID#1952). En mayo de 1919 se le regresó a su dueño, quien en 1924, vendió nuevamente la embarcación a la compañía naviera italiana Cisterna S.A. la cual cambió su nombre a Americano. En 1937 el buque fue vendido a la compañía Ditta G.M. Barbageleta y fue incautado por el gobierno mexicano en abril de 1941 por el derecho de angaria aduciendo el deterioro del tráfico marítimo mexicano con otras naciones a consecuencia de la guerra.

## Hundimiento

Mapa que muestra los lugares donde fueron hundidos 6 buques de bandera mexicana por submarinos alemanes en 1942 y el Juan Casiano que se hundió por colisión contra un barco escolta durante una tormenta en 1944.

Con el nombre de Túxpam, el velero de 3 palos y 7,000 toneladas, fue torpedeado a las 23:15 horas del 26 de junio de 1942 a 40 millas de la Barra de Tecolutla, con 39 tripulantes de los cuales mueren 4. Había zarpado de Veracruz bajo el mando del capitán de corbeta Adolfo Meza Burgos, recibe el torpedo a la altura del palo de mesana por el lado de estribor con resistencia a hundirse por lo que el U-Boot le cañonea y arroja granadas incendiarias lo cual logra su cometido.
Conforme a indagaciones posteriores se confirma que el submarino alemán en cuestión se trataba del U-129 tipo IX C al mando del Kapitänleutnant Hans-Ludwig Witt quien atacó al barco en las coordenadas: 20°15′N 96°20′O / 20.250, -96.333.
Unas horas después el U-129 consignó en bitácora al petrolero mexicano Las Choapas como torpedeado, cañoneado y hundido en las mismas coordenadas donde había sido atacado el Túxpam. Posteriormente, el 17 de diciembre de 1942, el Kapitänleutnant Witt (1909-1980), sería condecorado con la Cruz de Caballero de la Cruz de Hierro. El U-129 sería retirado del servicio activo el 4 de julio de 1944 y echado a pique el 18 de agosto del mismo año en Lorient, Francia.

## Buques mexicanos hundidos por U-Boote alemanes
| Buques mexicanos |                   |                         |        |                                  |
| N.º              | Buque             | Fecha del ataque        | U-Boot | Comandante                       |
| 1                | Potrero del Llano | 13 de mayo de 1942      | U-564  | Oberleutnant Reinhard Suhren     |
| 2                | Faja de Oro       | 20 de mayo de 1942      | U-106  | Kapitänleutnant Hermann Rasch    |
| 3                | Túxpam            | 26 de junio de 1942     | U-129  | Kapitänleutnant Hans-Ludwig Witt |
| 4                | Las Choapas       | 27 de junio de 1942     | U-129  | Kapitänleutnant Hans-Ludwig Witt |
| 5                | Oaxaca            | 27 de julio de 1942     | U-171  | Kapitänleutnant Günther Pfeffer  |
| 6                | Amatlán           | 4 de septiembre de 1942 | U-171  | Kapitänleutnant Günther Pfeffer  |